# ایستگاه کوتاکه-موکایهارا
ایستگاه کوتاکه-موکایهارا (به لاتین: Kotake-mukaihara Station) یک ایستگاه در توکیو است که در نریما-کو واقع شده‌است.